# Matt Di Angelo
Matthew Di Angelo (Londres, Inglaterra; 1 de mayo de 1987) es un actor y cantante británico, que interpretó a Deano Wicks en la serie EastEnders y a Sean Kennedy en Hustle.

## Biografía
Es buen amigo de la actriz Lacey Turner.
Matt comenzó a salir con la bailarina Flavia Cacace en diciembre de 2007, pero la relación terminó en diciembre de 2010.
En 2014 comenzó a salir con la organizadora de bodas Sophia Perry. Más tarde en mayo de 2019 la pareja reveló que se había comprometido en la República Dominicana. Se casaron en 2021. En abril de 2022 anunció que iba a ser padre de mellizos, un niño y una niña. Sus hijos, Raphael y Daphne, nacieron el 15 de agosto de 2022.

## Carrera
El 2 de enero de 2006 se unió al elenco de la serie británica EastEnders donde interpretó a Dean "Deano" Wicks, hasta el 7 de febrero de 2008, después de que su personaje decidiera irse de Walford. El 11 de abril de 2014 Matt regresó a la serie y desde entonces aparece. A finales de octubre del 2015 se anunció que Matt dejaría la serie al finalizar su contrato.
En enero de 2008 participó en la quinta temporada del concurso de baile Strictly Come Dancing junto a la bailarina profesional Flavia Cacace, la pareja quedó en el segundo lugar, perdiendo contra la cantante Alesha Dixon. 
En 2009 se unió al elenco de la serie británica Hustle donde interpretó al estafador Sean Kennedy, hasta el final de la serie el 17 de febrero de 2012.
En 2013 se unió al elenco recurrente de la tercera temporada de la serie Borgia donde interpreta al cardenal Francesco Alidosi.

## Filmografía

### Series de televisión
| Año                      | Título            | Personaje         | Notas                       |
| ------------------------ | ----------------- | ----------------- | --------------------------- |
| 2016                     | Ordinary Lies     | Fletch            | 6 episodios                 |
| 2006 - 2008, 2014 - 2016 | EastEnders        | Deano Wicks       | 371 episodios               |
| 2013 - 2014              | Borgia            | Francesco Alidosi | 11 episodios                |
| 2009 - 2012              | Hustle            | Sean Kennedy      | 24 episodios                |
| 2011                     | Death in Paradise | Darren Moore      | episodio # 1.2              |
| 2009                     | Casualty          | Repartidor        | 2 episodios                 |
| 2008                     | Dani's House      | Tom               | episodio "Lucky"            |
| 2004                     | I Dream           | Felix             | 13 episodios                |
| 2000                     | Harbor Lights     | Robbie            | episodio "Rites of Passage" |

### Películas
| Año  | Título                | Personaje    | Notas                                                                               |
| ---- | --------------------- | ------------ | ----------------------------------------------------------------------------------- |
| 2013 | Two Days in the Smoke | Brad         | junto a Ayden Callaghan, Stephen Marcus, Darren Ripley, Anna Passey y Velibor Topic |
| 2010 | Following Footsteps   | Jack Stadler | junto a Loui Batley y Chucky Venn                                                   |
| 2008 | Telling Lies          | Derek        | junto a Jason Flemyng                                                               |

### Videojuegos
| Año  | Título    | Notas                           |
| ---- | --------- | ------------------------------- |
| 2010 | Fable III | prestó su voz para el personaje |

### Apariciones
| Año         | Programa                             | Notas                       |
| ----------- | ------------------------------------ | --------------------------- |
| 2007 - 2009 | Strictly Come Dancing: It Takes Two  | 12 episodios                |
| 2007 - 2009 | Strictly Come Dancing                | 31 episodios - participante |
| 2008        | Strictly Come Dancing: The Live Tour | tour                        |

### Teatro
| Año         | Obra      | Personaje | Teatro                    |
| ----------- | --------- | --------- | ------------------------- |
| 2009        | Newcastle | -         | Theatre Royal             |
| 2008 - 2009 | Loot      | Hal       | London's Tricycle Theatre |

## Premios y nominaciones
| Año  | Categoría    | Premio              | Serie      | Resultado |
| ---- | ------------ | ------------------- | ---------- | --------- |
| 2014 | Best Bad Boy | Inside Soap Award   | EastEnders | Nominado  |
| 2006 | Sexiest Male | British Soap Awards | EastEnders | Nominado  |